# Javier de la Cueva
Javier de la Cueva és un advocat i activista pel coneixement lliure espanyol. Treballa com advocat. A les seves mans ha estat la defensa, entre d'altres, de Ladinamo (primera sentència que va reconèixer el Copyleft), de Sharemula (que va confirmar que les webs d'enllaços a arxius en xarxes p2p no cometen delictes). Creador i impulsor dels Procediments Lliures, el seu primer procediment va ser la demanda contra el cànon en els suports digitals, es dedica actualment, a més de a la feina d'advocat, a programar diversos projectes com el Projecte Kelsen (framework de gestió d'informació jurídica sota llicència AGPL), l'Ontologia Jurídica Lliure, a mantenir el catàleg d'Opengov.es o a dissenyar Praeter Orwell. Així mateix és professor al Màster de Propietat Intel·lectual de l'Escola d'Organització Industrial, conferenciant, usuari de GNU/Linux des de 1998 i administrador de sistemes sota aquest sistema operatiu des de 2003. Escriu els seus scripts en Python.